# Dicksoni repülőtér (Oroszország)
A Dicksoni repülőtér (IATA: DKS, ICAO: UODD) (oroszul: Аэропорт Диксон) kereskedelmi repülőtér Oroszországban, amely Dickson közelében található. Éves utasforgalma 0 fő .

## Futópályák
A repülőtér futópályái:
- 05/23 (1500 m, 20 m, beton)

## Forgalom
Az utasforgalom az elmúlt években az alábbi módon változott:
| 2016 | 4 333 |
| 2017 | 0     |

## Légitársaságok és úticélok
| Légitársaság | Célállomások    |
| ------------ | --------------- |
| KrasAvia     | Norilszk–Alikel |